# 朱紳堵
肅懷王朱紳堵（1548年4月29日—1564年8月3日），明朝第六代肅王，追封昭王朱縉炯的庶第一子，定王朱弼桄庶長孫。

## 生平
他在嘉靖四十二年（1563年）襲封肅王。他在位一年。嘉靖四十三年（1564年）朱紳堵去世，無子，同年堂叔朱縉𤏳以輔國將軍管府事。
王妃王氏（1550年12月14日—1574年6月5日），是東城兵馬指揮王梗與陳氏的女兒，在他死后才被册封为王妃。二人的陵墓于1977年在甘肃省榆中县被考古队员发掘。

王讳绅堵，乃肃昭王之子。嫡母妃郭氏，生母夫人孟氏。于嘉靖二十七年三月二十二日生，嘉靖三十七年闰七月初一日封为肃世孙，嘉靖四十二年正月十二日袭封为肃王。嘉靖四十三年六月二十七日薨逝，享年一十七岁。妃王氏乏嗣。上闻讣，辍视朝三日，遣官谕祭，特命有司治丧葬如制。在京文武衙门皆致焉。以嘉靖四十四年七月十五日葬于平地里坎山之原。呜呼！王以宗室至亲，享有大国，久为藩辅，贵富兼隆，宜永年寿，溘焉长逝，岂非命耶！爰述其概，纳诸幽圹，用垂不朽云。